# Johann Zahn

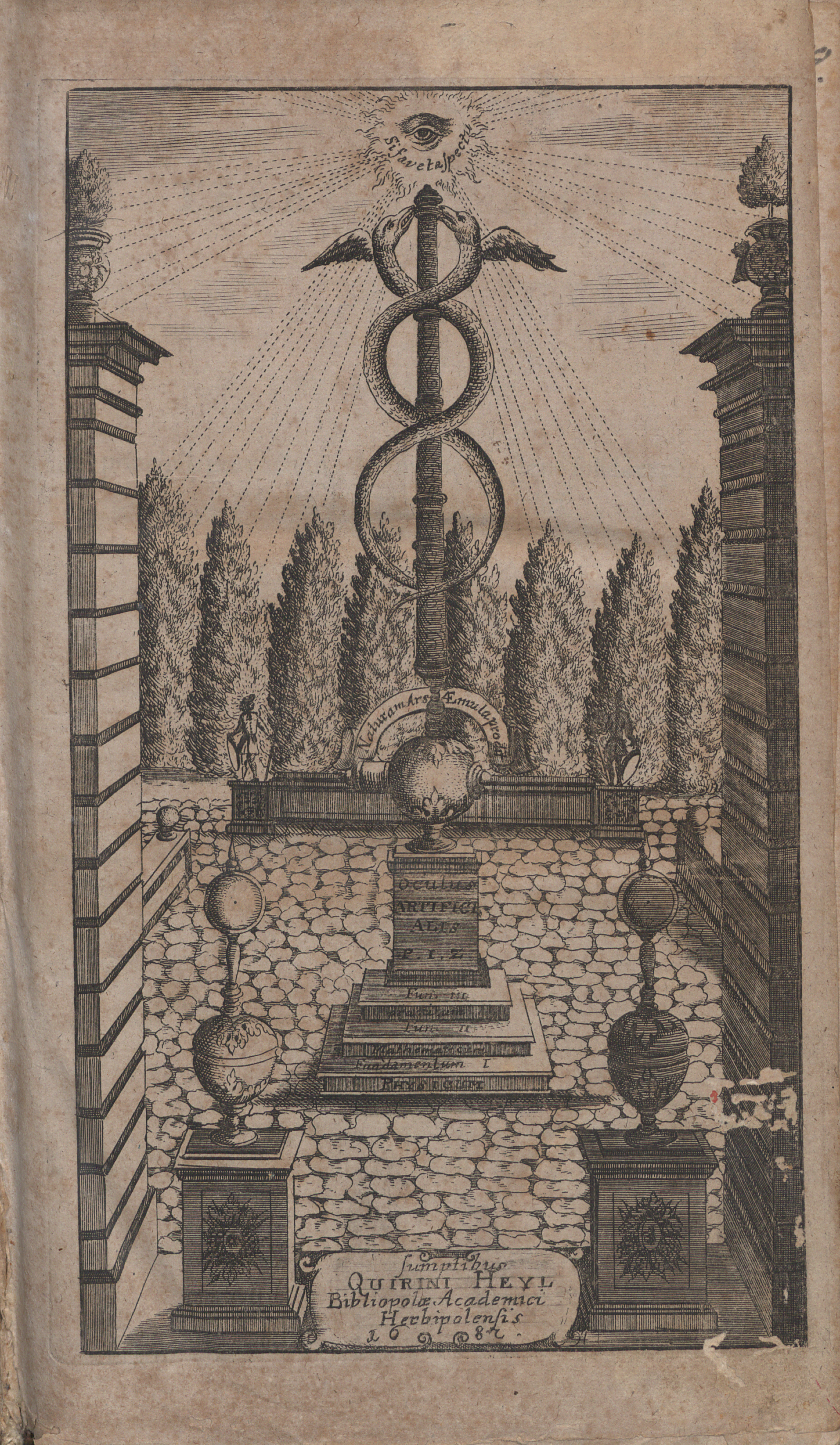
Oculus artificialis teledioptricus, 1685

Johann Zahn (29. března 1641 Karlstadt am Main – 27. června 1707) byl německý premonstrátský kanovník, filozof, optik, vynálezce, matematik a autor.

## Život a dílo
Studoval na univerzitě ve Würzburgu, kde se věnoval zejména matematice, fyzice a astronomii. Na této univerzitě se posléze stal profesorem matematiky. Hlavním oborem jeho práce se však stala optika spolu s astronomickým pozorováním. Zahn byl rovněž kanovníkem v premonstrátském klášteře v nedalekém Oberzellu a posléze proboštem v klášteře v Unterzellu. V roce 1685 popsal vliv čoček o různých ohniskových vzdálenostech na velikost promítnutého obrazu a využití matnice v cameře obscuře.
Je znám zejména díky svým pracím v oblasti optiky. Poté co v roce 1685 popsal vztahy mezi čočkami, ohniskovou vzdáleností a velikostí promítnutého obrazu, zkonstruoval následujícího roku přenosnou cameru obscuru. Uvnitř expoziční komory, kterou natřel černou barvou, aby vyloučil nežádoucí odrazy, upevnil zrcadlo, jež svíralo s optickou osou oboustranně stejně kulovitě vybroušené čočky (menisku), jež plnila funkci objektivu, úhel 45 ° a promítalo obraz nahoru na zobrazovací plochu, kde jej bylo možné snadno nakreslit. Tuto matnici chránilo během přepravy odklápěcí víko. Podobné zařízení používal na svých cestách coby pomůcku při kreslení Johann Wolfgang von Goethe i řada malířů.
Kniha Oculus artificialis teledioptricus sive telescopium, kterou Zahn vydal v letech 1685─1686, byla ve své době standardním dílem v oboru optiky. Její druhé vydání v roce 1702 autor obohatil rozsáhlými dodatky, díky nimž se kniha stala nepostradatelnou pomůckou pro učence a výrobce nástrojů. Toto kompendium začíná teorií optiky, poté se zabývá optickými přístroji včetně zrcadel a čoček, načež přechází k obtížnému tématu výběru a broušení skla, aby skončilo popisem astronomických pozorování.
Zahnův komplexní popis jednoduchého promítacího přístroje neboli laterny magiky a dalších dvanácti různých přístrojů v tomto díle znamenal důležitý mezník v historii fotoaparátu, neboť u některých z těchto přístrojů poprvé ukazuje kryty čoček.
Dílo Specula physico-mathematico-historica notabilium ac mirabilium sive Mundi mirabilis z roku 1696 pak bylo souhrnem veškerých přírodních věd.

## Dílo
- Oculus artificialis teledioptricus sive Telescopium. Svazek 1. Würzburg: Quirinus Heyl, 1685. Dostupné online. Bibcode 1685oats.book.....Z.
- Oculus artificialis teledioptricus sive Telescopium. Svazek 2. Würzburg: Quirinus Heyl, Johann Georg Drullmann, 1686. Dostupné online.
- Oculus artificialis teledioptricus sive Telescopium. Svazek 3. Würzburg: Quirinus Heyl, 1686. Dostupné online.
- Specula physico-mathematico-historica notabilium ac mirabilium sciendorum. Svazek 1. Norimberk: Johann Christoph Lochner, Andreas Knorz, 1696. Dostupné online.
- Specula physico-mathematico-historica notabilium ac mirabilium sciendorum. Svazek 2. Norimberk: Johann Christoph Lochner, Andreas Knorz, 1696. Dostupné online.
- Specula physico-mathematico-historica notabilium ac mirabilium sciendorum. Svazek 3. Norimberk: Johann Christoph Lochner, Andreas Knorz, 1696. Dostupné online.